# Campionati del mondo di triathlon long distance del 2011
I Campionati del mondo di triathlon long distance del 2011 (XVIII edizione) si sono tenuti a Henderson, Nevada in data 5 novembre 2011. Il nuoto è stato annullato a causa di condizioni meteo proibitive che hanno reso la frazione non sicura per gli atleti.
Tra gli uomini ha vinto lo statunitense Jordan Rapp, mentre la gara femminile è andata alla britannica Rachel Joyce.

## Risultati

### Élite uomini
| Pos. | Nome                   | Paese       | Nuoto    | Bici     | Corsa    | Totale   |
| ---- | ---------------------- | ----------- | -------- | -------- | -------- | -------- |
|      | Jordan Rapp            | Stati Uniti | 00:00:00 | 03:09:20 | 01:49:31 | 05:00:15 |
|      | Joe Gambles            | Australia   | 00:00:00 | 03:09:17 | 01:52:28 | 05:02:57 |
|      | Sylvain Sudrie         | Francia     | 00:00:00 | 03:09:13 | 01:52:25 | 05:03:23 |
| 4    | Martin Jensen          | Danimarca   | 00:00:00 | 03:03:33 | 02:00:15 | 05:05:23 |
| 5    | Nicholas Thompson      | Stati Uniti | 00:00:00 | 03:18:51 | 01:50:58 | 05:11:38 |
| 6    | Michael Raelert        | Germania    | 00:00:00 | 03:12:42 | 01:57:47 | 05:11:41 |
| 7    | Massimo Cigana         | Italia      | 00:00:00 | 03:11:04 | 02:00:40 | 05:13:14 |
| 8    | Esben Hovgaard         | Danimarca   | 00:00:00 | 03:19:45 | 01:55:06 | 05:16:49 |
| 9    | Scott Neyedli          | Regno Unito | 00:00:00 | 03:21:02 | 01:54:33 | 05:17:22 |
| 10   | Petr Vabrousek         | Rep. Ceca   | 00:00:00 | 03:23:57 | 01:53:19 | 05:18:47 |
| 11   | Julien Loy             | Francia     | 00:00:00 | 03:22:05 | 01:55:25 | 05:19:54 |
| 12   | Miquel Blanchart       | Spagna      | 00:00:00 | 03:26:40 | 01:52:42 | 05:20:43 |
| 13   | Nicholas Ward Munoz    | Regno Unito | 00:00:00 | 03:21:09 | 02:00:04 | 05:22:54 |
| 14   | Dejan Patrcevic        | Croazia     | 00:00:00 | 03:25:52 | 01:56:50 | 05:24:02 |
| 15   | Richard Calle Martínez | Spagna      | 00:00:00 | 03:20:09 | 02:03:07 | 05:24:37 |
| 16   | Stephane Poulat        | Francia     | 00:00:00 | 03:21:10 | 02:04:20 | 05:28:16 |
| 17   | Clemens Coenen         | Germania    | 00:00:00 | 03:18:32 | 02:08:27 | 05:28:48 |
| 18   | Guilherme Monocchio    | Brasile     | 00:00:00 | 03:28:05 | 02:02:24 | 05:33:29 |
| 19   | Jaroslav Kovacic       | Slovenia    | 00:00:00 | 03:32:38 | 01:59:37 | 05:33:41 |
| 20   | Jordan Bryden          | Canada      | 00:00:00 | 03:32:22 | 02:01:55 | 05:36:59 |

### Élite donne
| Pos. | Nome                 | Paese         | Nuoto    | Bici     | Corsa    | Totale   |
| ---- | -------------------- | ------------- | -------- | -------- | -------- | -------- |
|      | Rachel Joyce         | Regno Unito   | 00:00:00 | 03:33:09 | 01:59:31 | 05:34:15 |
|      | Leanda Cave          | Regno Unito   | 00:00:00 | 03:36:42 | 01:59:20 | 05:37:35 |
|      | Meredith Kessler     | Stati Uniti   | 00:00:00 | 03:35:15 | 02:03:54 | 05:40:45 |
| 4    | Nikki Butterfield    | Australia     | 00:00:00 | 03:31:13 | 02:11:58 | 05:44:34 |
| 5    | Malaika Homo         | Stati Uniti   | 00:00:00 | 03:36:41 | 02:08:34 | 05:46:37 |
| 6    | Erika Csomor         | Ungheria      | 00:00:00 | 03:42:39 | 02:07:20 | 05:51:39 |
| 7    | Tenille Hoogland     | Canada        | 00:00:00 | 03:42:39 | 02:11:46 | 05:55:54 |
| 8    | Michelle Vesterby    | Danimarca     | 00:00:00 | 03:39:32 | 02:15:06 | 05:56:34 |
| 9    | Janine Sax           | Nuova Zelanda | 00:00:00 | 03:44:21 | 02:16:31 | 06:02:43 |
| 10   | Ewa Bugdol           | Polonia       | 00:00:00 | 03:53:20 | 02:12:12 | 06:07:06 |
| 11   | Danelle Kabush       | Canada        | 00:00:00 | 03:53:42 | 02:14:28 | 06:09:47 |
| 12   | Amanda Lovato        | Stati Uniti   | 00:00:00 | 03:52:42 | 02:15:46 | 06:10:21 |
| 13   | Vanessa Gianinni     | Brasile       | 00:00:00 | 03:56:03 | 02:13:31 | 06:11:36 |
| 14   | Edith Niederfriniger | Italia        | 00:00:00 | 03:51:11 | 02:19:23 | 06:13:24 |
| 15   | Margaret Bailey      | Canada        | 00:00:00 | 03:54:00 | 02:19:42 | 06:15:28 |
| 16   | Saori Ohmatsu        | Giappone      | 00:00:00 | 04:01:01 | 02:14:30 | 06:18:13 |
| 17   | Yasuko Miyazaki      | Giappone      | 00:00:00 | 04:03:34 | 02:14:39 | 06:20:19 |
| 18   | Natasha Gorie        | Sudafrica     | 00:00:00 | 03:49:37 | 02:29:10 | 06:21:25 |
| 19   | Christine Hemphill   | Australia     | 00:00:00 | 03:55:25 | 02:26:44 | 06:23:37 |
| 20   | Riana De Lange       | Sudafrica     | 00:00:00 | 03:59:01 | 02:29:42 | 06:32:18 |
| 21   | Talita Saab          | Brasile       | 00:00:00 | 04:18:38 | 02:40:32 | 07:01:18 |